# Best of Gilles Servat : 40 ans de succès
Pour les articles homonymes, voir Best of.
Albums de Gilles Servat
Escales
(2003)
 Best of Gilles Servat : 40 ans de succès est la quatrième compilation de Gilles Servat, paru en juin 2010 chez Wagram.
Ce double CD est accompagné d’un DVD bonus avec 1 heure de concert.

## Présentation des titres
The Foggy Dew est chantée en duo avec Ronnie Drew.
Blanche Et Bleue est interprétée avec le Irish Film Orchestra dirigé par Rod Mc Vey, premier violon, Alan Smale.
Pour Erika, Erika, Gilles Servat est accompagné de 300 choristes.

## Titres de l'album
CD 1
1. Kalondour (Gilles Servat) - 4:29
2. Chantez la vie, l'amour et la mort (Gilles Servat) - 2:48
3. Liberté couleur des feuilles (Gilles Servat) 1:47
4. Yawankiz ma bro (Gilles Servat / Hervé Quefféléant / Pol Quefféléant) - 2:50
5. Eleanor (Gilles Servat / Carolan) - 4:23
6. Sur les quais de Dublin (Gilles Servat / Dónal Lunny) - 3:56
7. Er soudarded zo guisket e ru (Traditionnel / Nicolas Quémener) - 4:51
8. Le Pays (Gilles Servat / Donal Lunny) - 4:54
9. Ar Brezoneg Co Ma Bro (Per Jakez Helias / Gilles Servat) - 1:59
10. Sur la Montagne De Brasparzh (Gilles Servat)   - 5:54
11. Il est des êtres beaux (Gilles Servat) - 3:49
12. Sous le Ciel De Cuivre Et d'Eau' (Gilles Servat / Eoghan O'Neill) - 4:49
13. Yezhoù Bihan (Gilles Servat) - 2:57
14. Me 'Garje Bout (Anjela Duval / Gilles Servat)  - 2:27
15. La Maison d’Irlande (Gilles Servat) - 5:29
16. Men Du (Per Jakez Helias / Gilles Servat)  - 3:43
17. Tregont Vlé Zo (Gilles Servat)   - 4:04
18. Au Bord Du Lac Ponchartrain (Traditionnel / Gilles Servat) - 4:16
19. The Foggy Dew (Traditionnel / dernier couplet :Gilles Servat)  - 4:29

CD 2
1. Je dors en Bretagne ce soir (Gilles Servat) - 4:08
2. Me zo ganet e kreiz ar mor (Yann-Ber Kalloc'h / Jef Le Penven)  - 3:57
3. Bleuenn (Traditionnel / Gilles Servat) - 3:37
4. Si Tu T'En Vas (Gilles Servat) - 4:05
5. Où Nous Entraine la haine (Gilles Servat) - 4:28
6. L'Île de Groix (Michelle Le Poder / Gilles Servat)  - 3:36
7. Dansez la Gavotenn (Gilles Servat) - 3:06
8. Le Général Des Binious (Gilles Servat) - 6:10
9. Maro Eo Ma Mestrez (Traditionnel) - 4:16
10. Blanche Et Bleue (Gilles Servat) - 2:35
11. Madame La Colline (Gilles Servat) - 2:55
12. L’Hirondelle (Gilles Servat) - 3:30
13. La route de Kemper (Gilles Servat) - 5:54
14. Le Moulin de Guerande (Gilles  Servat) - 5 :57
15. Bugeleaj Nevez (Gilles Servat) - 3:54
16. Erika, Erika (Gilles Servat)  - 3:21
17. La Blanche Hermine (Gilles Servat) - 4:24
18. Je Vous Emporte Dans Mon Cœur (Gilles Servat) - 6:45